# Кокс, Иэн
Иэн Кокс (англ. Ian Cox; род. 25 марта 1971, район Кройдон, Лондон) — тринидадский футболист, защитник.

## Карьера

### Клубная
Воспитанник английского клуба «Карлшатон Атлетик». Свою профессиональную карьеру начал в «Кристал Пэласе», однако вскоре Кокс перешел в «Борнмут». Некоторое время он играл в обороне «вишневых» вместе с Рио Фердинандом. Несколько лет футболист выступал в английском Чемпионшипе за «Бернли» и «Джиллингем». Завершил свою карьеру защитник в клубе «Мейдстон Юнайтед».

### В сборной
В 2000 году Иэн Кокс принял решение выступать за сборную Тринидада и Тобаго. В первом же турнире за нее футболист вметсе с «сокой уориорз» дошел до полуфинала Золотого Кубка КОНКАКАФ в США. В 2006 году защитник был в заявке тринидадцев на Чемпионате мира в Германиин. После мундиаля Кокс больше не вызывался в национальную команду. Всего за нее он провел 16 матчей.

### Тренерская
С 2013 по 2015 гг. Кокс был играющим тренером английской любительской команды «Уитстабл Таун». На данный момент он является ассистентом наставника в «Джиллингеме».

## Достижения
- Бронзовый призёр Золотого кубка КОНКАКАФ (1): 2000.